# Lost and Found (Eye Cue)
Lost and Found è un singolo del gruppo musicale macedone Eye Cue, pubblicato l'11 marzo 2018 su etichetta discografica Effective Records.
Scritto da Bojan Trajkovski, il 13 febbraio 2018 gli Eye Cue sono stati selezionati internamente dall'ente radiotelevisivo macedone MKRTV come rappresentanti macedoni per l'Eurovision Song Contest. Il brano, selezionato fra 382 proposte, è stato presentato e pubblicato l'11 marzo 2018 e rappresenterà la Macedonia all'Eurovision Song Contest 2018, a Lisbona, in Portogallo.
Il brano gareggerà nella prima semifinale dell'8 maggio 2018, arrivando diciottesimo su 19 partecipanti con 24 punti tuttavia non qualificandosi per la finale.

## Tracce
Download digitale
1. Lost and Found – 3:04
2. Lost and Found (Karaoke version) – 3:04